# The Electrician
The Electrician è una canzone del trio di musica pop statunitense The Walker Brothers, estratta come primo singolo dall'ultimo album in studio Nite Flights e pubblicata nel luglio 1978. Non riuscì ad entrare in nessuna classifica e rappresentò il quattordicesimo brano del gruppo ad essere pubblicato nel Regno Unito.
Midge Ure dichiarò di essersi ispirato a questo pezzo per comporre Vienna degli Ultravox.
Venne scelta come sottofondo musicale per la sequenza di apertura del film del 2008 Bronson di Nicolas Winding Refn.
Laurie Anderson ne realizzò una cover per l'album tributo Scott Walker: 30 Century Man nel 2009.

## Tracce
1. The Electrician – 3:32 (S. Engel)
2. Den Haague – 4:03 (G. Leeds)

## Formazione
The Electrician
- John Walker e Scott Walker - voce
- Frank Gibson - batteria
- Dill Katz - basso elettrico
- Morris Pert - percussioni
- Jim Sullivan - chitarra

Den Haague
- Gary Walker - voce
- Scott Walker e Dave MacRae - tastiere
- Peter Van Hooke - batteria
- Mo Foster e Scott Walker - basso elettrico
- Gary Walker - percussioni
- Dennis Weinreich - voci secondarie

Produzione
- The Walker Brothers - arrangiamenti
- Dave MacRae - orchestrazioni e conduzione
- Scott Walker e Dave MacRae - produzione
- Dennis Weinreich - registrazione
- Scott Walker, Dave MacRae e Dennis Weinreich - mixaggio
- Hipgnosis e The Walker Brothers - Sleeve Design